# Kanton Albi-1
Der Kanton Albi-1 ist seit 2015 ein französischer Kanton im Arrondissement Albi im Département Tarn in der Region Okzitanien. Der Kanton besteht aus dem östlichen Teil der Stadt Albi mit 16.021 Einwohnern (Stand: 2022).